# Малена (певица)
Арпине́ Мартоя́н (арм. Արփինե Մարտոյան; род. 10 января 2007, Ереван, Армения) — армянская певица и автор песен, более известная под своим сценическим именем Мале́на (англ. Maléna, арм. Մալենա). Представляла Армению на «Детском Евровидении — 2021» с песней «Qami Qami», где одержала победу, став вторым представителем страны, когда-либо побеждавшим на конкурсе.

## Детство
Малена родилась в Ереване 10 января 2007 года. Её воспитывала мать Анна Манучарян, актриса. Вместе со своей матерью она появилась в нескольких эпизодах телевизионного комедийного сериала «Каменное горе» (арм. Քարե դարդ). Малена учится в музыкальной школе Саят-Нова, где научилась играть на виолончели.

## Карьера

### Детский конкурс песни Евровидение
Малена впервые попыталась представить Армению на Детском Евровидении 2018, приняв участие в национальном отборе Depi Mankakan Evratesil с песней «Par» под псевдонимном Arpi, заняв 8-е место в полуфинале.
С 2020 года Малена сотрудничает с TKN Entertainment, ереванским звукозаписывающим лейблом, принадлежащим Tokionine. Она должна была представлять Армению на Детском Евровидении 2020 с песней «Why», но страна отказалась от участия в конкурсе из-за войны в Нагорном Карабахе 2020 года.
В следующем году она снова была выбрана, чтобы представлять Армению на детском конкурсе песни «Евровидение 2021» в Париже с песней «Qami Qami» («Ветер, ветер» на армянском языке). Песня, названная «спейс-поп», была написана Ваграмом Петросяном, Tokionine, Давидом Церуняном и самой Маленой. Говоря о совместном написании песни и её послании, Малена сказала: «Я никогда не думала, что буду писать тексты, которыми однажды будет делиться такая большая аудитория. Это такая большая честь. Песня о том, как найти себя и найти способ двигаться дальше. Никогда не думай снова упасть… всегда будь верен тому, кто ты есть». Малена выиграла конкурс с 224 очками, став вторым участником из Армении, выигравшим конкурс, впервые c 2010 года. После её победы Общественное телевидение Армении (AMPTV) объявило о проведении детского конкурса песни «Евровидение-2022» в Армении.

## Артистизм

### Влияния
Малена вдохновлена поп- и R&B- музыкой. Она назвала Джейдена Смита и Розалию своими фаворитами за их музыкальные творения и визуальный стиль.

## Дискография

### Синглы
| Заголовок                              | Год  |
| -------------------------------------- | ---- |
| «Պար»                                  | 2018 |
| «Why»                                  | 2020 |
| «Qami Qami»                            | 2021 |
| «Chem Haskanum» (feat. Kristina Si)    | 2021 |
| «Cheri Cheri Lady (by Modern Talking)» | 2022 |
| «Spin The Magic»                       | 2022 |
| «Can’t Feel Anything»                  | 2022 |
| «Flashing Lights»                      | 2023 |
| «Never Have I Ever» (feat. Monomuse)   | 2024 |

## Ссылка
- Малена на Junioreurovision.tv